# Alvin and the Chipmunks: Where All Roads Lead
Where All Roads Lead è stato pubblicato il 12 settembre 2013

## Il disco
Questo CD si può considerare il quinto album dei Alvin and the Chipmunks, e della loro casa di produzione, la Bagdasarian Productions. Inoltre si tratta dei 48º album del gruppo. A differenza degl'altri, questo cd non contiene tracce di cantanti famosi.

## Tracce
1. The City That Never Sleeps
2. Whisper in the Wind
3. Mental Aberration
4. This Ain't Right
5. Shattered Dreams
6. Takes all kinds
7. Sympathetic Resonance
8. All the same
9. Where All Roads Lead
10. By no means done
11. No End in Sight
12. Cause célèbre